# Joan Trayter i Garcia
Joan Trayter i Garcia (Figueres, 4 de juny de 1926 - ?, 19 d'agost de 2017) va ser president de la comissió gestora que dirigí el FC Barcelona des del 6 de maig fins al 15 de juny del 2003, en dimitir la junta que presidia Enric Reyna.
Es doctorà en Economia i Matemàtiques. Després de portar l'"Academia de ampliación de Estudios" als anys 60 del segle passat va ser professor a l'Escola Pia de Sarrià i al col·legi Abat Oliba, on ha estat docent de nombroses personalitats de la Catalunya actual. Succeí Jaume Gil Aluja com a president de la comissió econòmica estatutària, des d'on va passar a dirigir la gestora que va redactar el calendari electoral del FC Barcelona. Els quinze membres que integraren aquesta junta, a més del president Joan Trayter, foren el vicepresident Enric Lacalle, el tresorer Jordi Pintó, el vicetresorer Antoni Cardoner, els vocals Pere Perpiña, Lluís Vilajoana, Lluís Mundet, Josep Ignasi Parellada, Amador Bernabéu, Agustí Montoliu, Elisabeth Cardoner, Maria Teresa Andreu i Joan Molas, el vicesecretari Francesc Oliveras i el secretari Josep Maria Coronas. La comissió gestora va convocar eleccions a la presidència, que van ser les de més participació en la història de l'entitat fins llavors (51.618 vots, un 54,7% del cens electoral), la candidatura encapçalada per Joan Laporta i Estruch va sortir guanyadora. Durant el mes i mig de funcionament de la Comissió Gestora, la secció de bàsquet del club va aconseguir la seva primera Eurolliga, mentre que la d'handbol obtingué la 16a lliga ASOBAL.

## Obres
- El Concepto de regulación en la teoría y en la praxis económica.  Barcelona: Universitat de Barcelona, 1983.
- La regulación en la conceptualización sistémica [tesi doctoral].  Barcelona: Universitat de Barcelona, 1984.
- Crònica de les idees: 50 dies de barcelonisme.  Barcelona: Parnass, 2004. ISBN 9788496032477.
- Costa i Torres, Josep Maria. L'ordre dels sistemes desordenats [Discurs d'ingrés; discurs de contestació de Joan Trayter].  Barcelona: Reial Acadèmia de Doctors, 1996.
- Castells Cuixart, Paulino. L'amor i el desamor en les parelles d'avui [Discurs d'ingrés; discurs de contestació de Joan Trayter].  Barcelona: Reial Acadèmia de Doctors, 2006.